# Henry Lawrence Garrett
Henry Lawrence Garrett III (24 giugno 1939) è un politico statunitense.

## Biografia
Fu il ventesimo segretario della marina statunitense (United States Department of Defense) sotto il presidente degli Stati Uniti d'America George H. W. Bush.
Fu anche sotto-segretario della marina statunitense dal 6 agosto 1987 sino al 15 maggio 1989.